# Miyaichi Tsuyoshi
Tsuyoshi Miyaichi (宮市剛 Miyaichi Tsuyoshi, sinh ngày 1 tháng 6 năm 1995 ở Okazaki, Aichi) là một cầu thủ bóng đá người Nhật Bản thi đấu cho Gainare Tottori theo dạng cho mượn từ Shonan Bellmare.

## Sự nghiệp
Là em trai của Ryo, Tsuyoshi Miyaichi được ký hợp đồng với Shonan Bellmare vào năm 2014. Sau 2 năm với đội bóng, anh được cho mượn đến Mito Hollyhock năm 2015. Năm 2016 anh được gửi đi theo dạng cho mượn đến đội bóng J3 Gainare Tottori.

## Thống kê câu lạc bộ
Cập nhật đến ngày 23 tháng 2 năm 2016.
| Thành tích câu lạc bộ | Thành tích câu lạc bộ | Thành tích câu lạc bộ | Giải vô địch | Giải vô địch | Cúp                   | Cúp                   | Tổng cộng | Tổng cộng |
| Mùa giải              | Câu lạc bộ            | Giải vô địch          | Số trận      | Bàn thắng    | Số trận               | Bàn thắng             | Số trận   | Bàn thắng |
| Nhật Bản              | Nhật Bản              | Nhật Bản              | Giải vô địch | Giải vô địch | Cúp Hoàng đế Nhật Bản | Cúp Hoàng đế Nhật Bản | Tổng cộng | Tổng cộng |
| --------------------- | --------------------- | --------------------- | ------------ | ------------ | --------------------- | --------------------- | --------- | --------- |
| 2013                  | Shonan Bellmare       | J2 League             | 4            | 0            | 1                     | 0                     | 5         | 0         |
| 2015                  | Mito Hollyhock        | J2 League             | 14           | 0            | 0                     | 0                     | 14        | 0         |
| 2016                  | Gainare Tottori       | J3 League             | 0            | 0            | 0                     | 0                     | 0         | 0         |
| Tổng cộng sự nghiệp   | Tổng cộng sự nghiệp   | Tổng cộng sự nghiệp   | 18           | 0            | 1                     | 0                     | 19        | 0         |